# El Pla dels Roures
El Pla dels Roures és una urbanització d'unes 4 hectàrees situada a la riba esquerra de la Ribera Salada, al terme municipal de Lladurs del qual és una de les seves set entitats de població (Solsonès). Antigament aquesta contrada formava part del terme de Terrassola.
Es troba a 550 metres d'altitud i està integrada per una quinzena de xalets i una zona esportiva amb un frontó, una pista poliesportiva, una pista de tennis, un camp de futbol i una piscina. A l'altra banda del riu hi ha el Club de Golf Ribera Salada.

## Demografia
| Evolució demogràfica |            |            |            |                   |                   |                   |       |
| Any                  | Nucli urbà | Nucli urbà | Nucli urbà | Poblament dispers | Poblament dispers | Poblament dispers | Total |
| Any                  | Homes      | Dones      | Total      | Homes             | Dones             | Total             | Total |
| 2000                 | 0          | 0          | 0          | 3                 | 3                 | 6                 | 6     |
| 2001                 | 0          | 0          | 0          | 3                 | 3                 | 6                 | 6     |
| 2002                 | 0          | 0          | 0          | 3                 | 3                 | 6                 | 6     |
| 2003                 | 0          | 0          | 0          | 2                 | 3                 | 5                 | 5     |
| 2004                 | 0          | 0          | 0          | 2                 | 3                 | 5                 | 5     |
| 2005                 | 0          | 0          | 0          | 3                 | 4                 | 7                 | 7     |
| 2006                 | 0          | 0          | 0          | 4                 | 4                 | 8                 | 8     |
| 2007                 | 0          | 0          | 0          | 4                 | 4                 | 8                 | 8     |
| 2008                 | 0          | 0          | 0          | 4                 | 3                 | 7                 | 7     |
| Font: INE            |            |            |            |                   |                   |                   |       |